# カオスだもんね!
『カオスだもんね!』は、水口幸広によるレポート漫画作品。1991年に『EYE-COM』で連載開始し、後に後身である『週刊アスキー』で連載されていた。

## 概要
さまざまな題材を取材して、その取材結果を描くレポート漫画。一風変わった風俗店、『ガンダム』に代表されるホビー関係、生活に密着した商品を生産する企業など取材対象は多岐に渡る。取材のみならず、ビール作りや燻製作りなど自らの体験をネタにしたり、作者が執筆したオリジナル漫画を掲載するなど作風は幅広い。
作者自身や個性的な歴代の担当編集者が作中に登場し、取材に赴く道中でのやり取りや取材風景が細かく描写されているのも特徴。
第666回（2009年3月10日号）よりタイトルが『カオスだもんね!PLUS』に変更され、絵柄もそれまでの写実的なタッチからデフォルメされた頭身にマイナーチェンジした。
2015年に『週刊アスキー』が紙媒体版を休刊し電子書籍版に移行してからも連載は続いたが、2020年12月22日号の『PLUS』563回をもって連載終了。
作者の水口は2023年5月12日に急性心不全で死去したが、その後2023年10月8日より本作の担当編集者であり登場人物でもある桜井俊宏（シャクライ）と赤澤賢一郎（アカザー）により、単行本未掲載分を収録した電子書籍『続 カオスだもんね！ PLUS』が発売開始された。

## 主な登場人物
作中の登場人物は全て実在の人物である。
水口幸広（みずぐち ゆきひろ）
作者。通称画伯。エロとガンダムとワイドショーが大好き。長距離取材や旅行ネタの際は、宿泊先のホテルのAVチャンネルを寝る間も惜しんでチェックする。既婚（単行本2巻に結婚の顛末が描かれている）だったが、2000年に離婚（単行本10巻カオス日記より）、その後、2008年に作中で再婚を発表した。
シャクライ / 桜井俊宏（さくらい としひろ）
フリー編集者（外部担当）。取材時には写真撮影などを担当。かわいい物と変な場所が大好き。
アスキーにはバイトで入ったが、ハードウェア班に回されて激務に耐えかねて退社した過去を作中で暴露されている。現在は外部の編集プロダクションに所属。
5代目の担当者であり、以来ずっと担当を外れることなくカオスに関わり続けている。「釣り堀」「滑り台」といったあまりにも枯れた企画ばかり出したことから、もう一人内部担当を置くことになった経緯が作中で暴露されている。しかし結果として、3人体制となったことで企画にバリエーションが生まれ、作中での3人の絡みも作品の見どころとなって長寿連載化に貢献している。
作中ではおっとりとした人畜無害なキャラクターとして描かれる。一方、作品の旧ウェブサイトで、意地悪をされた相手にこっそり意趣返しをする四コマ漫画「野望王シャクライ」を載せられ、実は腹黒いという人物設定が付加された。本人は嫌がっている。
北海道に居を移すため、『週刊アスキー』2013年3月26日号をもって一旦降板したが、その後、東京に戻り、2014年9月16日号で取材チームに復帰した。
アカザー / 赤澤賢一郎（あかざわ けんいちろう）
作者からは「ケンちゃん」とも呼ばれる。『週刊アスキー』編集者（この連載の担当）。取材時には車の運転、アポイントメントを担当。ラジコンや釣り等、ホビーネタを好む。
デビュー企画はザウスの取材で、自分の好きな事をそのまま取材対象にする「直球ストレート型」と画伯に評される。担当になった直後はチンピラな言動が目立ち、画伯の第一印象はすこぶる悪かったという。採用面接では逆にそれが個性としてF岡編集チョ（当時）に気に入られ、採用に至ったことが作中で明かされた。アメリカ・イリノイ州への留学経験がある。
作中ではスネ夫ばりのカッパ顔に描かれる。常に強気でオラオラな言動であるが、霊感が強く怖がりだという一面が発覚し、すっかり弄られ役と化してしまった。
2001年、スノーボードの練習中に着地に失敗する事故で下半身不随（脊髄損傷Th12-L1）となり、それ以降車椅子生活を送っている。
F岡編集チョ
以前は『週刊アスキー』の編集長だったが、現在は『週刊アスキー』の編集人。
カオスDJ
読者からの感想メールを特集する回に登場。読者からの便りを読む際に画伯が作中でDJ風にコスプレし、次第にキャラが一人歩きして独立したキャラクターとなった。シャクライやアカザーもDJキャラ化されている。

## 定番企画
- オリジナル漫画

画伯がオリジナル漫画を描き、シャクライと画伯がその漫画についてコメントする。
- ケンちゃんの肝だめし

担当編集・アカザーが極度の怖がりであることから、毎年夏に肝試しを行う。ほとんどはホラーゲームを使って行うが、外部に取材を兼ねて行うこともある。
- DJ

毎年春と秋に、それぞれ画伯・シャクライ・アカザーの分身であるDJ・MCチェリー・MCケーンというキャラクターが読者からのメールを読み上げ、コメントを返す。毎回最後は単行本の告知や進行状況の報告で終わることが多い。
- カオス反省会

毎年の年末に、その年のカオスで行われた企画や取材を振り返る。漫画の冒頭には、導入役としてサンタが登場する。

## 歴代担当
1. 山川真太朗（番頭山川）
2. 長利智祐（オサリン）
3. 大内隆良（オーちゃん）
4. 中村公彦
5. 桜井俊宏（シャクライ）
6. 中山智
7. 赤澤賢一郎（アカザー、ケンちゃん）
8. 中山智
9. 佐藤文弘（フーミン）
10. 赤澤賢一郎（アカザー、ケンちゃん）

## 単行本

### カオスだもんね!
1. 始動編 1994年4月
2. 増殖編 1995年8月
3. 香港編 1997年9月
4. ホビー編 1999年3月
5. DJ編 1999年7月
6. サイン会編 2000年8月
7. 旅情編 2001年8月
8. 麦酒造り編 2002年9月
9. ゲーム編 2003年4月
10. リベンジ編 2003年11月
11. ミズトフ編 2004年5月
12. ボルナッス編 2004年11月
13. マニアック編 2005年5月
14. アゲイン編 2005年11月
15. 未来編 2006年5月
16. モンテ編 2006年11月
17. 台湾編 2007年5月
18. 探求編 2008年4月
19. プレジャー編 2008年12月
20. ありがとう編 2009年11月

### カオスだもんね!PLUS
1. 2010年1月
2. 2010年9月
3. 2011年8月
4. 2012年4月
5. 2012年11月

### 続 カオスだもんね！PLUS
電子書籍のみ
1. 0号 2023年10月28日
2. 1号 2023年11月14日
3. 2号 2023年11月28日
4. 3号 2023年12月12日
5. 4号 2023年12月26日
6. 5号 2024年1月9日